# Venom (gruppo musicale)
I Venom sono un gruppo musicale heavy metal britannico che contribuì in modo significativo a dare basi al metal estremo, in particolare al black e al thrash metal, dei quali sono considerati tra i maggiori ispiratori. Assieme a Bathory, Celtic Frost, Hellhammer e Mercyful Fate, fanno parte della cosiddetta "First Wave of Black Metal" (prima ondata del black metal).

## Storia del gruppo

### Le origini (1979)
La band nasce a Newcastle upon Tyne nel 1979 dalle ceneri di 3 band diverse: i Dwarfstar (ex-Album Graecum) di Conrad Thomas Lant, i Guillotine di Jeffrey Dunn e Dave Rutherford, e gli Oberon del batterista Tony Bray, Clive Archer (che diventerà il primo cantante significativo dei Venom) ed Eric Cook alla chitarra (che diventerà il manager di Jeff "Mantas" agli inizi e più tardi degli stessi Venom).
I Guillotine vedono Dave Blackman alla voce, Dean Hewitt al basso e Chris McPeters alla batteria. Tutti e tre i componenti mollano la band, ma il chitarrista Jeffrey Dunn decide di riunire i Guillotine, chiamando gli amici Dean Hewitt (basso) e Dave Rutherford (chitarra), a cui poi si aggiungono Clive Archer (voce) e Tony Bray (batteria) degli Oberon, entrambi conosciuti a un concerto dei Judas Priest. Successivamente Jeff compra la sua prima chitarra Flying V.
Intanto Conrad Lant suona nei Dwarfstar, una band molto più rock/metal che punk e con i primi segni di influenze sataniche, scrivendo titoli di canzoni come Sons of Satan, Bloodlust e Welcome To Hell. Cronos inizia a disegnare i loghi delle band e inizia ad incorporare pentacoli e immagini oscure del satanismo nella sua arte. Conrad aveva suonato in alcune band diverse durante i tempi in cui andava a scuola, con l'idea di creare una band più pesante e più esagerata di qualsiasi altra che si fosse mai vista o ascoltata prima, più satanica dei Black Sabbath, più forte dei Motörhead, con uno spettacolo pirotecnico che rivaleggiasse con i Kiss, e con ancora più pelle e borchie di Judas Priest, insomma, gli ingredienti definitivi per la "Ultimate Metal Band".
Jeff Dunn conosce Conrad Lant a casa di un'amica della sua fidanzata. La sua comitiva era solita uscire per andare in giro e ascoltare musica a casa di questa ragazza quando i suoi genitori erano fuori. In una notte in particolare, Jeff viene presentato al nuovo fidanzato di questa ragazza, che era Conrad. I due parlano per un po' e Jeff dice di avere una band e che suona la chitarra. Dice anche che Dave ha appena lasciato la band e quindi di essere anche alla ricerca di un altro chitarrista ritmico. Conrad accenna il fatto che sta facendo uno stage - grazie ai programmi governativi riguardo alle opportunità di occupazione per i giovani (Youth Opportunities Programme del governo di Margaret Thatcher) - agli Impulse Studios, di proprietà del fondatore della Neat Records, dove inizia a lavorare preparando tè e caffè e cerca di raccogliere allo stesso tempo qualsiasi conoscenza in ambito di produzioni musicali heavy metal, fino a mettere mani sui nastri in qualità di assistente dell'ingegnere addetto alla registrazione (Tape Operator) e a curare le relazioni con le band locali in qualità di "A&R" (Artist and Repertoire). Così Jeff invita Conrad ad una prova dei Venom in un sabato pomeriggio alla Westgate Road Church Hall per vedere la band.
Nonostante Conrad trova molte pecche nel modo di suonare della band e nota che nessuno dei componenti avesse idea di cosa fosse uno studio di registrazione, suonare dal vivo e tutti gli aspetti professionali dell'essere musicista, trova qualcosa di speciale nel fatto che tutti loro suonassero principalmente per divertirsi senza prendersi troppo sul serio. Inoltre inizia subito a guardare oltre pensando di eliminare l'atteggiamento da cover band dei Judas Priest che Jeff Dunn lascia trasparire cercando di emulare K.K. Downing.
In seguito, Alan Winston rimpiazza Hewitt al basso e Conrad Lant sostituisce Rutherford alla chitarra. A pochi giorni dal loro primo show Winston se ne va dalla band. Dato che il gruppo non riesce a trovare in tempo un sostituto, Conrad Lant abbandona la seconda chitarra per dedicarsi al basso. Il sound complessivo della band, inoltre, riesce a risultare abbastanza pieno da compensare la mancanza di un chitarrista ritmico.
Dopo un paio di prove con la band suonando cover di Judas Priest, Motörhead e UFO, Conrad accenna al fatto di avere delle nuove idee per alcune sue canzoni. La cosa ottiene un po' di reazioni miste e quindi Conrad decide di metterle in pratica, dicendo che il suo obiettivo fosse quello di essere in una band che riproducesse materiale originale, e quindi se la loro unica intenzione fosse quella di suonare cover allora se ne sarebbe andato via. La band così decide di lavorare su nuove canzoni, sapendo anche che Conrad lavora in uno studio, e con tutto l'interesse ad avere Conrad nella band.
La band intanto cambia diversi nomi girando con nomi provvisori come "Sons of Satan", "Oberon" e "Schizo" ed è solita preparare spettacoli pirotecnici durante ogni prova, tanto da far saltare tutti i posti in aria. Perciò, essendo a corto di posti dove poter provare ed essendosi creati una cattiva reputazione con tutti i nomi usati, non è più in grado di suonare ovunque a Newcastle e Jeff ripensa all'uso del nome "Guillotine". Così un giorno Conrad Lant e Antony Bray iniziano a pensare, al riguardo, un nome nuovo per la band un giorno si trovano entrambi d'accordo sul fatto che il nome che avevano non gli piacesse. Intanto il roadie che guida il furgone della band, il quale è anche un biker appartenente alla roadcrew degli Hell's Angels, suggerisce la parola "Venom" come possibile nome per il gruppo. Anche se il chitarrista Jeff non sembra molto convinto del nome all'inizio, grazie alla pressione degli altri membri, cede all'influenza e così la band cambia nome da Guillotine in Venom (in inglese veleno).
A proposito del nome Jeff "Mantas" Dunn dirà in un'intervista:
La band si mostra fin da subito principalmente influenzata dalla musica di Black Sabbath, Motörhead, Judas Priest e Kiss: lo stile della band si rivela presto semplice, essenziale, veloce e "punkeggiante", ma anche molto pesante.

### Le prime esibizioni (1980)
Il gruppo si esibisce per la prima volta dal vivo come "Venom" il 15 febbraio del 1980, quando al Meth di Wallsend. Clive Archer si esibisce con un face paint. Conrad prende in prestito un basso da un amico dello studio di registrazione in cui lavora, e lo inserisce nel suo amplificatore testata e cassa per chitarra, completo di pedali distorti ed effetti. Emerge un frastuono terribile e così nasce il sound del basso "bulldozer" ("ruspa" in Italiano)
La band decide di rimanere con il nuovo cambio di formazione. In questo momento decidono anche di avere degli pseudonimi: Cronos (Conrad Lant, bassista), Mantas (Jeffrey Dunn, chitarrista), Jesus Christ (Clive Archer, cantante) e Abaddon (Tony Bray, batterista). Clive prende un nome non così appropriato, Gesù Cristo. Gli altri tre hanno certamente nomi migliori. Per la cronaca, Cronos deriva dalla mitologia greca ed è stato uno dei Titani, la generazione che ha preceduto Zeus e gli dei dell'Olimpo. Era il figlio di Urano e Gaia. La leggenda narra che Urano fosse così disgustato da Cronos quando nacque che cercò di spingere indietro il proprio figlio in Gaia. Abaddon è il termine ebraico per il demone noto come "l'angelo del pozzo senza fondo" oppure "il re delle cavallette". Mantas è un altro nome per Tzizimime, che è considerato in alcune culture come un demone del crepuscolo.
La band tiene un secondo concerto alla Westgate Road Church Hall di Newcastle, posto dove provano abitualmente. C'erano così tante pallottole di fumo fatte esplodere nei primi cinque minuti del concerto, che nessuno poteva vedere nulla davanti al proprio volto. Tutto ciò che la folla poteva vedere della band erano sagome sfocate di persone che correvano in un inferno rosso lampeggiante. Questo fece nascere la reputazione dei Venom a Newcastle come pazzi assoluti.
Il 29 aprile del 1980, i Venom entrano agli Impulse Studio dove Conrad "Cronos" Lant lavorava come operatore di nastri, per registrare la loro prima demo. Conrad chiede all'ingegnere dello studio di registrazione, Mickey Sweeney, di lavorare gratuitamente, e riesce anche a persuadere il boss della casa discografica David Wood per farsi avere una mezza giornata in studio gratis. Così vengono registrate tre tracce: Angel Dust, Raise The Dead e Red Light Fever. Conrad realizza quindi copie a cassetta delle 3 canzoni e le invia a varie case discografiche, stazioni radio, riviste musicali e locali rock.

Il pentacolo con la punta rivolta in basso è un simbolo frequente del Satanismo.

Il 5 luglio, i Venom ricevono la loro prima menzione per la stampa, nel momento in cui Geoff Barton di Sounds colloca tutte e 3 le demo delle canzoni dei Venom nella sua playlist personale, per 3 settimane di seguito. Questo risulta molto insolito, in quanto le playlist della rivista mostrano sempre 3 tracce di artisti differenti.
Arriva agosto e i Venom tengono un concerto alla Heworth Church Hall, a Tyne & Wear. Le sommità dei contenitori delle bombe volano attraverso le teste della folla fino al retro della sala. La folla è perlopiù punk che salta freneticamente alla musica folle. Il cantante Clive si arrabbiò così tanto con i punk che gli sputavano addosso, al punto da prendere gli estintori e coprire di schiuma le prime cinque file di persone. Tutta la band e l'equipaggio dormono nella sala della chiesa quella notte, tutti sono troppo stanchi per portare la strumentazione nel furgone, quindi i componenti della band si ubriacano e dormono in chiesa.
Il 10 ottobre del 1980 i Venom entrano in studio per registrare una demo in una session dal vivo. Questa demo era conosciuta come "The £50 Demo Session", tutte le altre band Neat hanno usato questa offerta, dove si potevano ottenere 4 ore per registrare quante più canzoni possibili, direttamente su nastro a 2 tracce. I Venom registrano 6 canzoni: Sons Of Satan, In League With Satan, Angel Dust, Live Like An Angel, Schizoid e Venom.
Una delle idee che la band progetta in questo primo periodo consiste nel fatto che Clive sarebbe andato fuori di scena per un cambio di costume e che Cronos avrebbe cantato la canzone Live Like An Angel, Die Like A Devil, cosicché Clive potesse tornare in scena per cantare Schitzo. Per qualche motivo Clive si sente spaesato nella band e sceglie di andarsene. Ed è in questo momento che Cronos canta nella traccia Live Like An Angel su richiesta di Mantas. Alla fine della sessione la band ha un incontro e Jeff e Tony esprimono la preferenza verso lo stile vocale di Conrad, rispetto a quello di Clive; e così la band decide di continuare in quel modo anche perché i loro stili vocali non erano poi così diversi. Inoltre, negli stessi giorni, Cronos, Mantas, e Abaddon distruggono il giardino dell'ormai ex cantante Clive Archer con fuochi d'artificio ed esplosivi. Clive ne aveva abbastanza riguardo all'intera situazione, anche se in realtà era già stato licenziato, tanto da lasciare persino il suo amplificatore a Cronos.
Molte delle prime canzoni furono scritte da Mantas prima che Cronos si unisse alla band e registrate su cassetta durante una prova nella sala della chiesa dal 1979 con Clive Archer che canta Angel Dust, Red Light Fever, Buried Alive e Raise The Dead, le ultime due canzoni menzionate ovviamente non sono apparse fino all'album Black Metal. Tuttavia anche Cronos aveva composto alcuni brani come Sons of Satan, Bloodlust e Welcome To Hell prima di entrare nei Venom.
I Venom diventano così un trio e Cronos diventa anche cantante.
Cronos, che lavorava alla Neat Records, insistette con il capo per far pubblicare un singolo con i Venom. Nel 1980 la band è in studio per registrare il singolo In League With Satan/Live Like an Angel, la Neat aveva dato ai Venom un produttore che aveva fatto del singolo un sound tutto diverso da quello d'uscita, che a detta dal trio sembrava qualcosa di rock. La notte prima della pubblicazione del singolo Cronos (lavorando nello studio), si intrufola nella Neat per cambiare il sound del singolo e trasformarlo nel primo esempio di thrash metal.
La Neat non sapendo di questo fatto pubblicò il singolo e solo dopo se ne accorsero, Cronos stava per essere licenziato ma il singolo aveva riscosso un successo tale che hanno continuato su questa via. Le persone si trovarono confuse, alcuni ridevano su questo singolo e altri pensavano fosse un vero capolavoro.
Nel 1980 la band entra in studio per registrare il loro primo album Welcome to Hell, l'album ricevette subito un enorme successo, anche se fu scartato da molti per il sound grezzo che presentava, la copertina dell'album è la stessa del primo singolo solo che il pentacolo e bafometto erano di colore giallo/oro, e al posto della scritta In League With Satan/Live Like An Angel c'è scritto Welcome to Hell.

### Gli esordi e il successo (1981-1985)

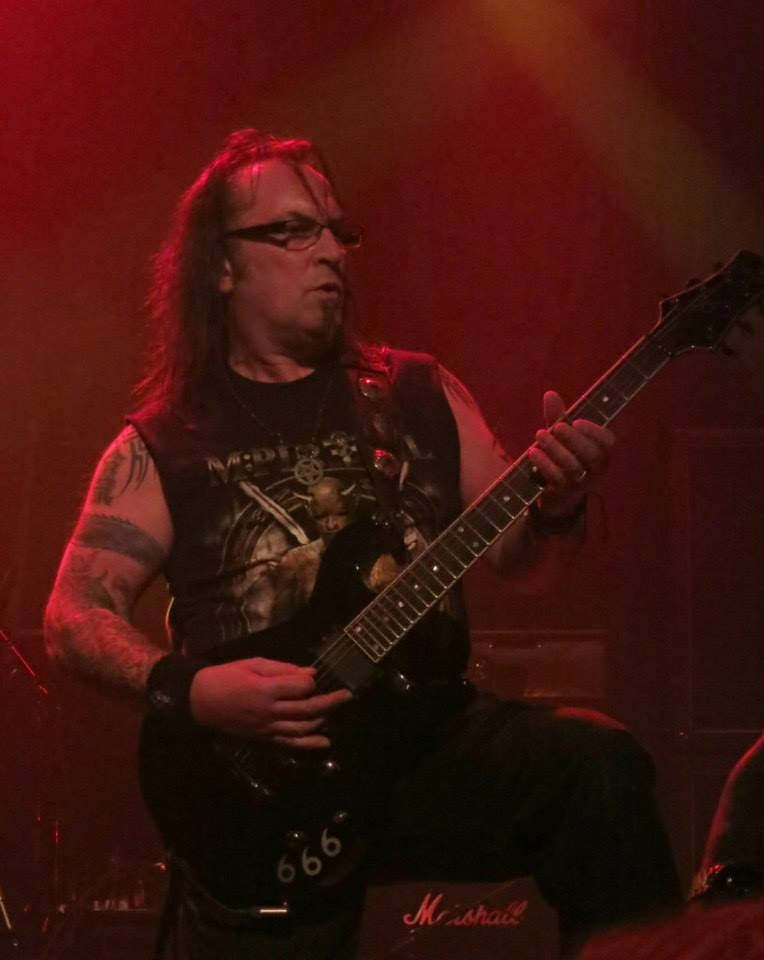
Il chitarrista della formazione originale dei Venom, Jeffrey "Mantas" Dunn, in un'esibizione del 2014 con gli M:Pire Of Evil.

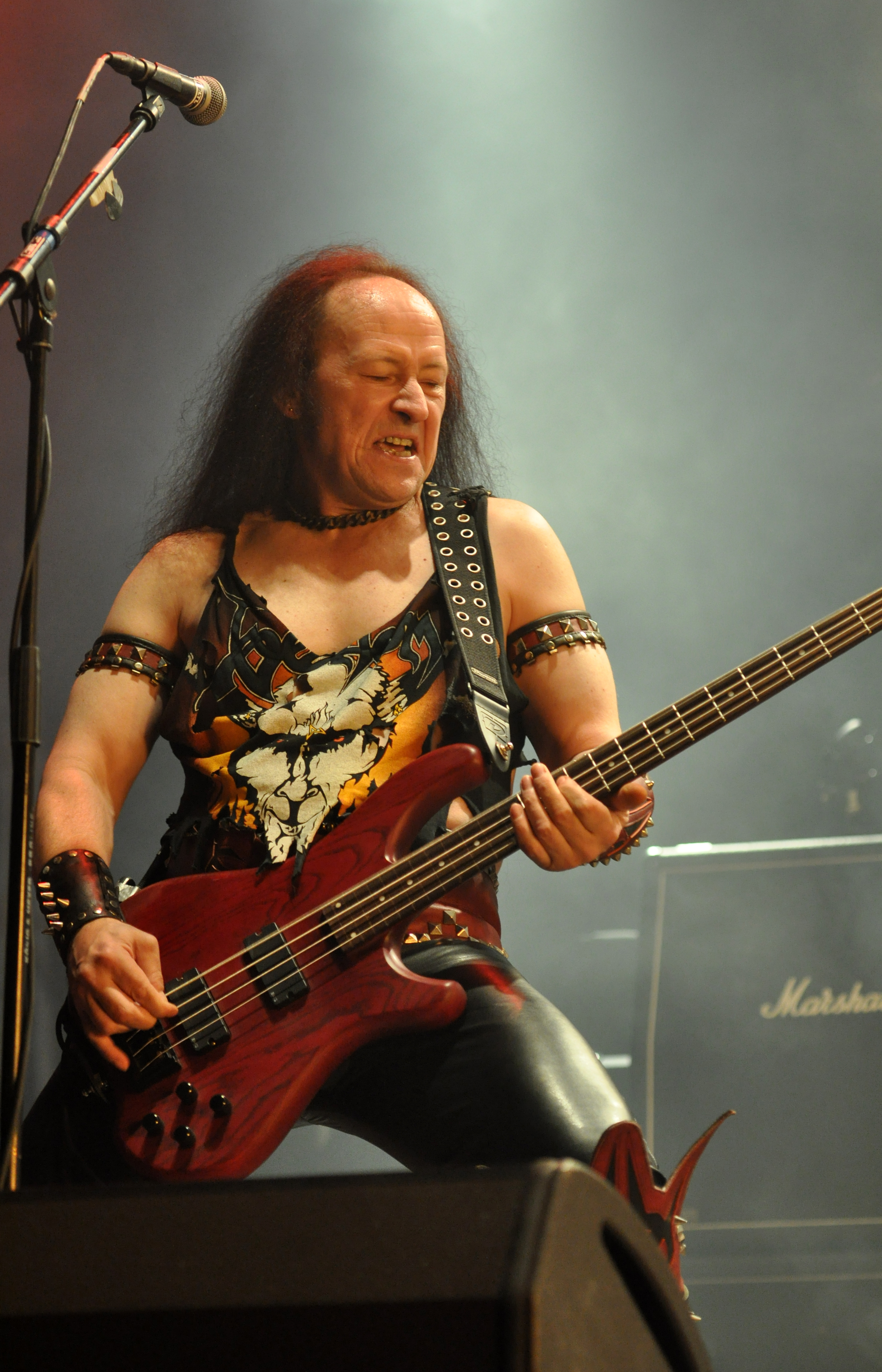
Il bassista e cantante dei Venom, Conrad "Cronos" Lant, durante un'esibizione del 2013 con la band.

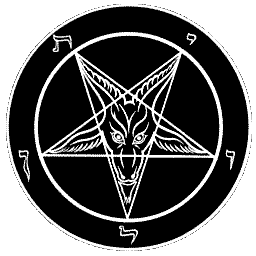
Bafometto appare sulla copertina di Welcome to Hell

Esce così nel 1981 Welcome to Hell: l'album possiede una carica esplosiva, energica, primordiale, il tutto affiancato da un'iconografia basata su pentacoli e caproni satanici. L'uscita rappresenta un vero terremoto per il panorama musicale dell'epoca dove il satanismo nei testi e nell'attitudine era presente in modo non proprio marcato (Black Sabbath, Iron Maiden), i Venom invece fanno di questo il loro marchio di fabbrica.
Curiosamente, a prescindere dal riscontro presso il pubblico metal dell'epoca, il disco avrà un insospettabile successo nei circoli punk e hardcore di allora, per l'attitudine sporca del suono e certe similitudini stilistiche con Exploited, Discharge, Disorder. Questo album viene considerato un pezzo di storia della musica heavy metal poiché sarà la base di ispirazione per il nascente movimento thrash metal (dischi come Show No Mercy degli Slayer e Kill 'Em All dei Metallica, Bathory dei Bathory e molti altri risentono molto dell'impronta dei Venom).

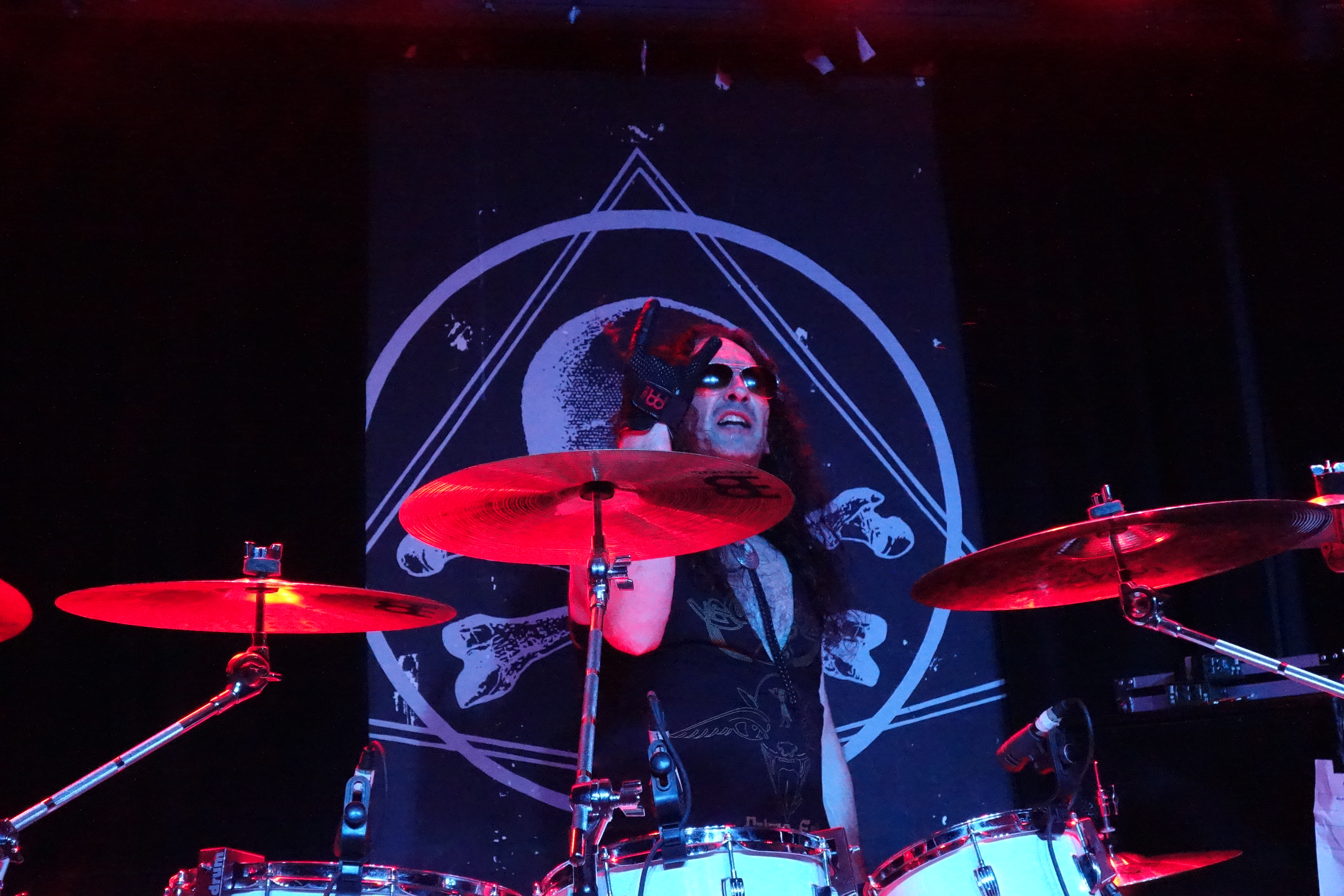
Il batterista della formazione originale dei Venom, Tony "Abaddon" Bray

Nel 1981 prima dell'uscita di Black Metal, suonano la prima volta dal vivo, ed esce anche un altro singolo intitolato Bloodlust, con In Nomine Satanas sul lato B.
Sempre prima dell'uscita del secondo album i Venom fanno uscire un falso video di un loro live per giustificare il fatto che non sapevano suonare dal vivo e perché non facevano concerti, nel live EP si vedono i Venom suonare come prima canzone Witching Hour e come seconda Bloodlust, canzoni che usano sempre nelle esibizioni come inizio live o finale di concerto.
Nel 1982 esce Black Metal, considerato l'album più riuscito e forse il più famoso della band. Le coordinate stilistiche e tematiche sono pressoché le stesse del suo predecessore ma con un suono più appensantito e allo stesso tempo più curato. L'album è un susseguirsi di veri e propri simboli della musica estrema. Basti pensare che da solo, il disco imprimerà il proprio marchio e nome a un intero genere (il black metal appunto) ma sarà di grande contributo per tutte le forme più aggressive dell'heavy metal.
La critica, questa volta, si mostra molto più favorevole rispetto al precedente album, e anche chi diceva che non era musica perché non sapevano suonare per via del sound grezzo, si è ricreduto.
La copertina di Black Metal, presenta Bafometto in uno sfondo nero, in Welcome to Hell sembrava quasi fosse in corso il rituale e Bafometto stesse per arrivare, ma in Black Metal sembra che il rituale è stato portato a termine, e Bafometto è libero.
Il 4 giugno 1982 i Venom suonano davanti a 3000 persone in una data in Belgio al Maecke Blyde di Poperinge. Di questo concerto verrà poi pubblicato un album live bootleg chiamato Belgian Assault.
Sempre nell 1982 pubblicano una videocassetta chiamata Live E.P. per la Neat Records, nella quale sono presenti i video live di Witching Hour e Bloodlust, auto-prodotti ai Chapell Studios di Durham.
Nel 1983 i Venom suonano per la prima volta negli USA con i loro "USA Invasion Tour" in due date (una il 22 e l'altra il 24 aprile) al Paramount Theatre di New York con i Metallica come band di apertura. Sempre nel 1983 pubblicano il singolo Die Hard/Acid Queen, mentre l'anno successivo esce Warhead, uno dei singoli più apprezzati.

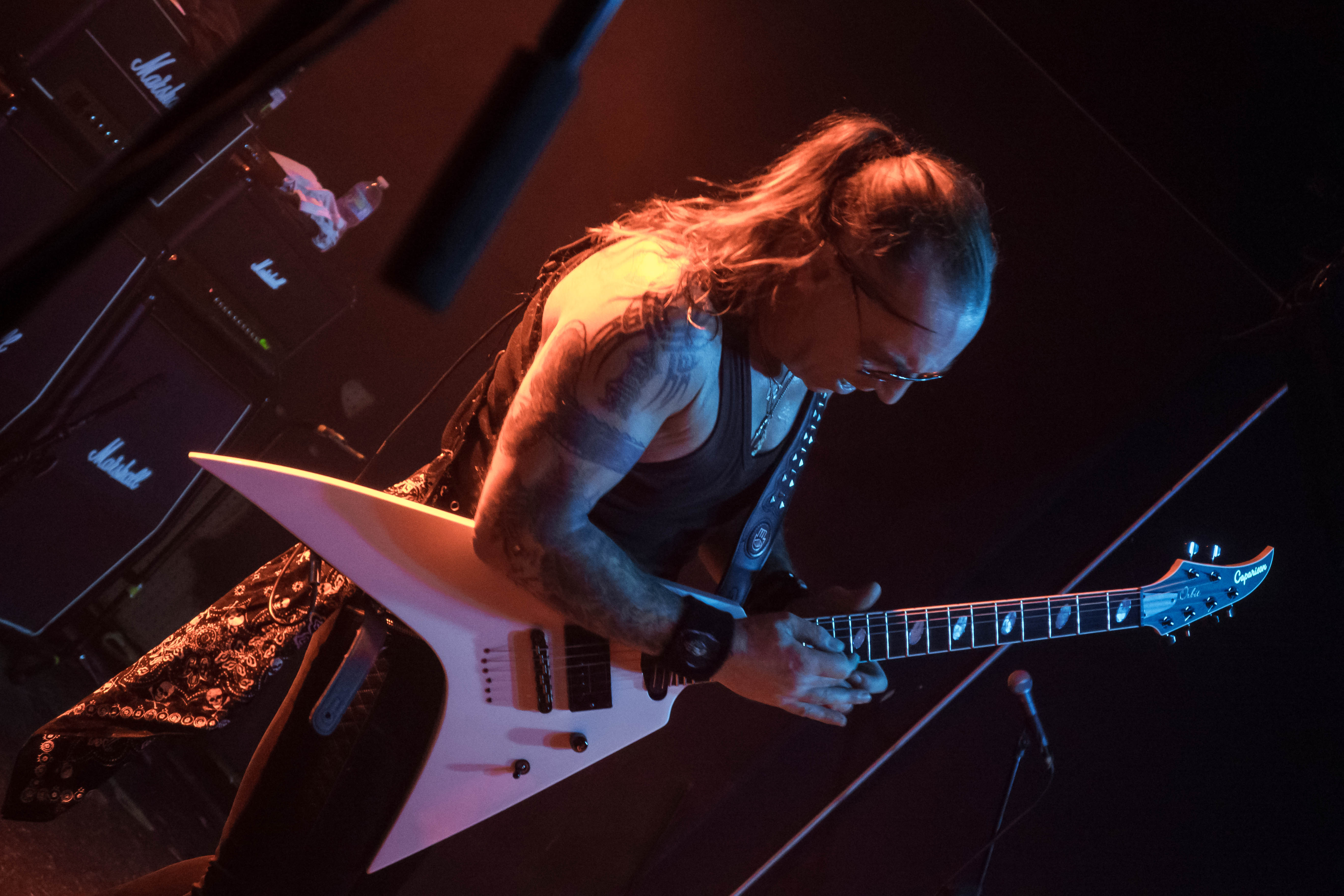
Il chitarrista della formazione originale dei Venom, Jeffrey "Mantas" Dunn, in un'esibizione del 2017 con i Venom Inc.

Due anni dopo Black Metal esce At War with Satan. In questo momento i Venom sono all'apice della loro fama e ovviamente cambiano molto poco della formula che li ha resi così famosi. Il gruppo è infatti diventato un vero e proprio fenomeno musicale spaccando in due fan e critica fra detrattori e osannatori. Questo album è uno dei più curati dei Venom, e si può definire quasi un semi concept album. L'album presenta una croce rovesciata in una copertina stile libro antico.
Sempre nel 1984 esce il singolo Manitou con Woman sul lato B.
Nel febbraio del 1984 la band intraprende il tour “The Seven Dates Of Hell” (ispirato dal singolo uscito nel 1983 The Seven Gates Of Hell) che vede la presenza dei Metallica come band di apertura per sei date che comprendono Svizzera, Italia, Germania, Francia, Olanda e Belgio.
Il 1º giugno del 1984 la band conclude il tour in una settima data, esibendosi per la prima volta all'Hammersmith Odeon di Londra. La band rilascerà un filmato dell'esibizione in VHS intitolato The 7th Date of Hell - Live at Hammersmith Odeon per la Palace Video.
Nel 1985 faranno il loro primo video musicale di una delle canzoni più celebri e apprezzate dal pubblico, ovvero Nightmare che uscirà dopo l'album Possessed.
Nel 1985 viene dato alle stampe Possessed album che continua sulla rotta tracciata dai predecessori.
In questo periodo i rapporti iniziano a deteriorarsi, e Mantas manca a molte sessioni in studio tra cui missaggio, ecc... E infatti il suono della chitarra è molto scarso; l'album come copertina presenta una foto in negativo di due bambini con la maglietta di Welcome to Hell, di cui il bambino sulla destra è il figlio del batterista Abaddon, mentre la bambina a sinistra è la nipote del produttore Keith Nichol.
A proposito dell’album Possessed, in un’intervista rilasciata alla webzine voicesfromthedarkside.de, Cronos ha dichiarato che, a suo avviso, il processo creativo non fu all’altezza di quello adottato in lavori precedenti. Secondo il musicista, all’inizio delle registrazioni non erano presenti molte idee o brani già pronti e non vi fu l’abituale collaborazione con Mantas nella scrittura del materiale. Inoltre, la band non ebbe l’opportunità di provare e suonare dal vivo i nuovi pezzi prima di registrarli, come era stato consuetudine in passato, perdendo così la possibilità di perfezionare arrangiamenti e tempi di esecuzione. Cronos ha affermato che, in retrospettiva, Possessed avrebbe potuto rappresentare una sorta di demo di lavoro, da affinare e registrare nuovamente in seguito per ottenere un risultato più vicino alle intenzioni iniziali.
Sempre nello stesso anno i Venom pubblicano From Hell to the Unknown... che è una compilation delle loro canzoni più alcune canzoni mai uscite.
Nel 1985 la band tiene un secondo live all'Hammersmith Odeon di Londra l'8 ottobre con tanto di ripresa audio e video poi sfruttata per la pubblicazione di un vinile e una videocassetta intitolata Hell at Hammersmith - Alive in '85, pubblicata sotto la Castle Music Video. Questo diventerà il concerto più famoso della band. Per questa data ci sono i Dumby's Rusty Nuts come band di apertura.
Sempre nel 1985 la band tiene ben 46 date di cui dal mese di marzo, 17 negli Stati Uniti e 5 in Canada, 6 in Inghilterra, 5 in Italia (tra il 12 e il 17 ottobre che vedono le città di Roma, Firenze, Torino, Milano e Padova), 5 in Germania, 2 nei Paesi Bassi, una in Finlandia, una in Danimarca, una in Svizzera e 3 in Francia di cui l'ultima esibizione del tour è il 31 ottobre al Maison des Sports di Clermont-Ferrand. Questa sarà l'annata più proficua a livello di attività live per i Venom.

### Il declino e lo scioglimento (1986-1987)

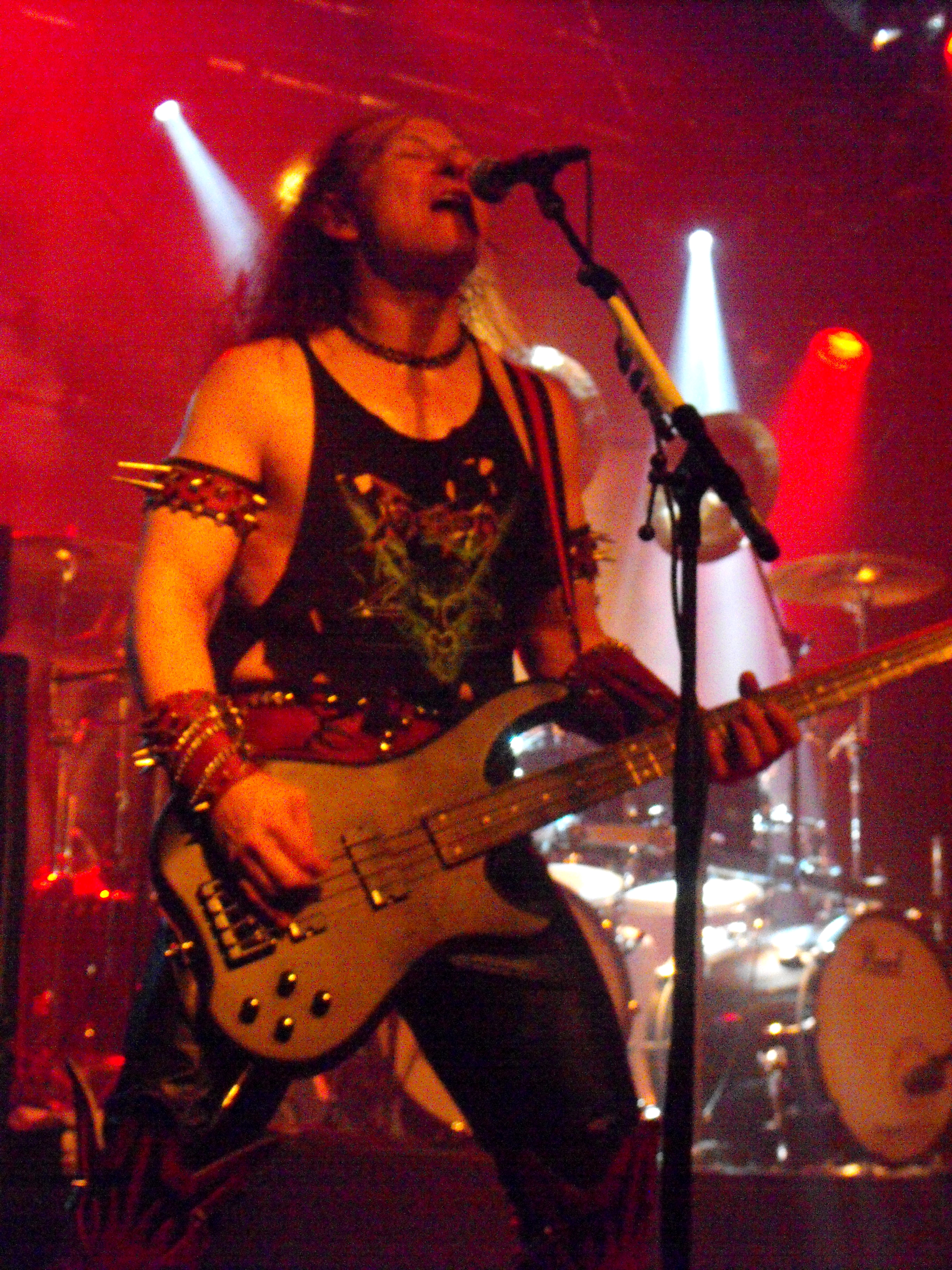
Cronos dal vivo nel 2010.

Alla fine del tour negli Stati Uniti, all’interno della band emersero differenze di vedute e difficoltà nel processo creativo. Secondo quanto dichiarato da Cronos in un’intervista, durante la lavorazione dell’album Possessed il contributo compositivo di Mantas fu più limitato rispetto al passato, e il gruppo adottò un approccio differente alle registrazioni, lavorando in un contesto logistico inusuale rispetto agli ambienti più informali delle origini. Cronos ha spiegato che la maggior parte delle nuove idee fu sviluppata da lui e che l’unico brano a cui parteciparono tutti i membri fu la title track Possessed. Quest’ultima, originariamente concepita durante la stesura del primo album della band, si basava su un riff inizialmente previsto per la canzone Manitou, poi adattato con un testo differente poiché ritenuto più adatto alla nuova composizione.

Nel 1986, dopo l'uscita del live Eine Kleine Nachtmusik, la band iniziò a lavorare a un quinto disco in studio, provvisoriamente intitolato Deadline, che però non venne mai pubblicato. Durante questo periodo i rapporti interni si deteriorarono ulteriormente e Mantas decise di lasciare il gruppo per intraprendere un progetto solista. Fu sostituito da due nuovi chitarristi: Jimmy Clare, musicista di Newcastle, e l’americano Mike Hickey.
Con i due nuovi chitarristi la band si reca ai New Marquee Studios di Londra per registrare il nuovo album. Così nel 1987, sotto l'etichetta Filmtrax, esce Calm Before the Storm, il quale segna l'abbandono dell'alone satanico che li aveva resi noti fino a quel momento in favore di tematiche ispirate perlopiù al genere fantasy.
Anche della furia e della violenza degli esordi rimane ben poco, Calm Before the Storm è infatti un album dalle massicce influenze Glam metal, molto più accostabile ai dischi solisti di Cronos che a un disco dei Venom.
La band promuove l'album in un nuovo tour che vede 6 date negli Stati Uniti e 4 date in Brasile, dove la band si esibisce per la prima volta nell'intera carriera.

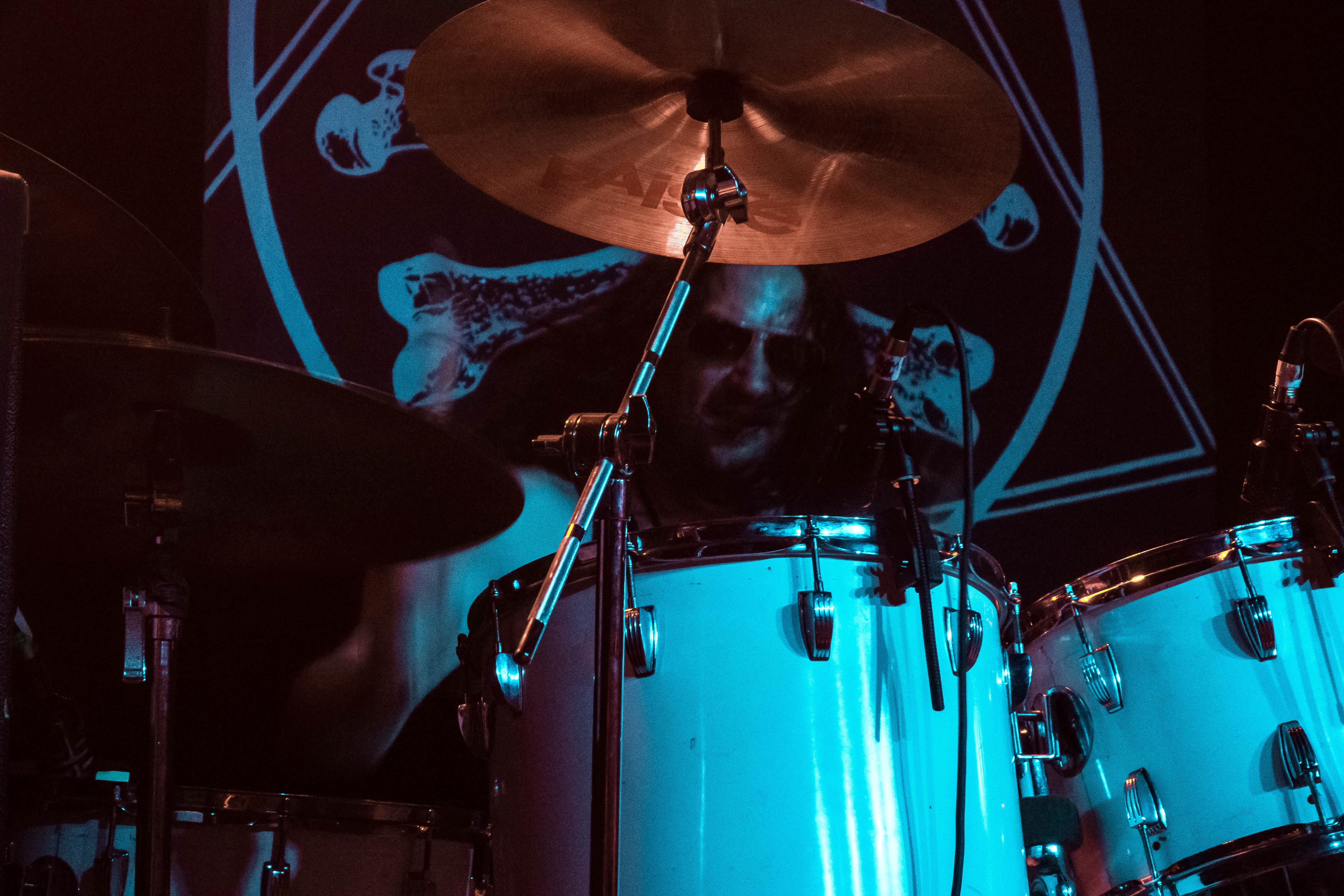
Il primo batterista della band, Abaddon.

Nell'ottobre del 1987 i Venom tengono 3 date in Giappone, rispettivamente il 27 ad Osaka, il 29 a Kyoto e il 31 a Tokyo al Shibuya Koukaidou.
In seguito al passo falso del sound dell'ultima uscita in studio, Abaddon comunica a Cronos di non voler continuare più in quel modo e che quelli non erano i Venom e che avrebbe dovuto proseguire come se fosse stata la sua band.
Dopo l’uscita di Calm Before the Storm, all’interno del gruppo emersero ulteriori divergenze. Secondo quanto dichiarato da Cronos in un’intervista a voicesfromthedarkside.de, egli riteneva che l’album non rispecchiasse pienamente lo stile storico dei Venom e che sarebbe stato più adatto come prosecuzione del suo progetto solista. A suo avviso, la presenza di Mike Hickey e Jim Clare portò a un approccio musicale più tecnico e differente da quello che aveva caratterizzato la band negli anni precedenti. Cronos ha inoltre affermato che in quel periodo Abaddon mostrava un interesse crescente verso attività di management, in particolare come tour manager per la band Atomkraft, circostanza che contribuì a rendere più difficile la prosecuzione del progetto sotto il nome Venom.
Nel 1987 Cronos decide quindi di avviare una carriera solista, trasferendosi negli Stati Uniti insieme ai chitarristi Mike Hickey e Jim Clare e pubblicando successivamente i propri lavori a suo nome.

### Ritorno in scena per volere di Abaddon: L'Era "Demolition Man" Dolan (1988-1992)

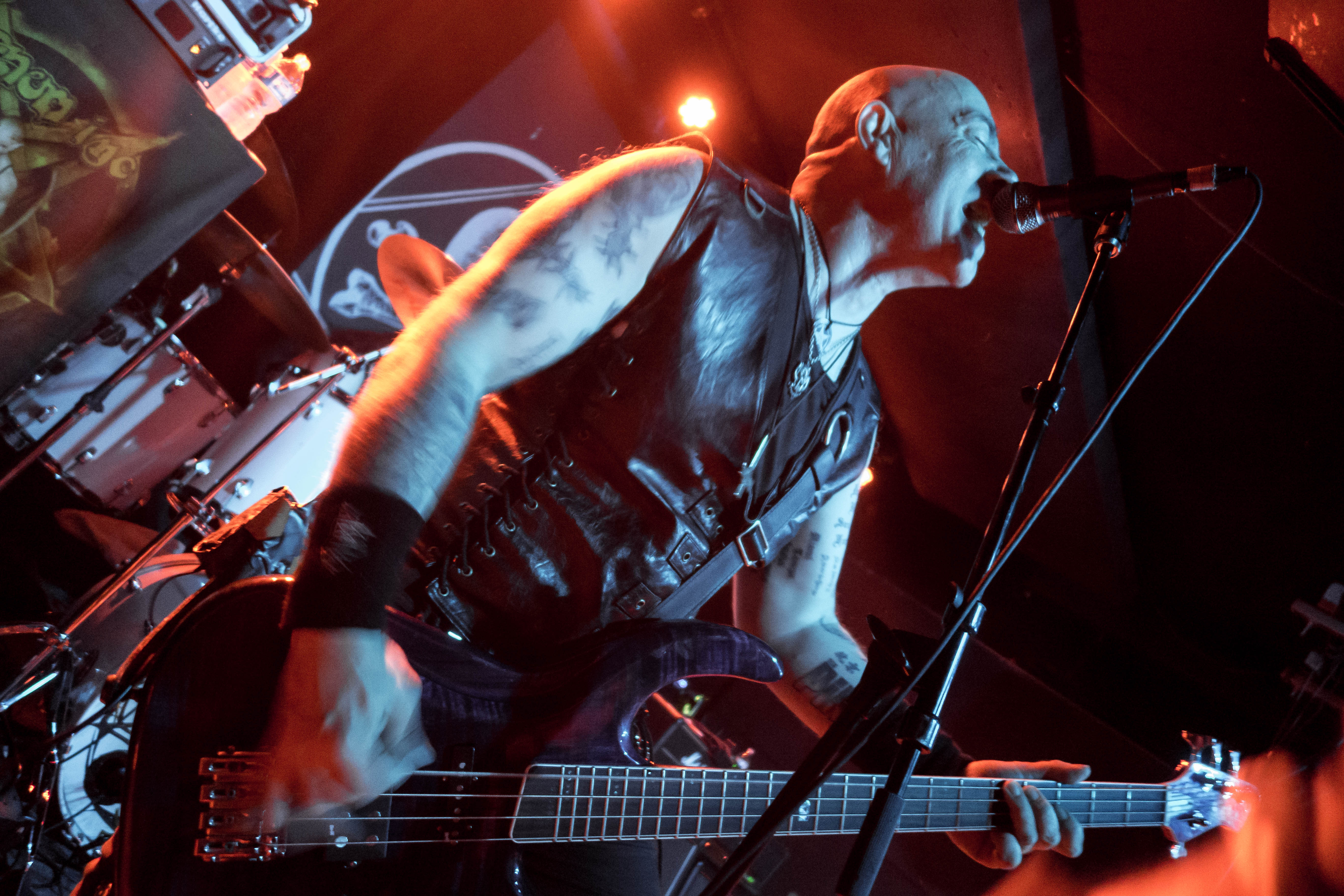
Il bassista e cantante Tony "Demolition Man" Dolan, che prese il posto di Cronos nella band dal 1989 al 1992.

Nel 1988 Anthony “Abaddon” Bray, rimasto unico membro stabile della band, riuscì a concludere un accordo con l’etichetta Music for Nations, attraverso la sua sussidiaria Under One Flag, per la pubblicazione di un nuovo album dei Venom. L’operazione prevedeva anche l’utilizzo di parte del materiale della demo Deadline, registrata con la formazione precedente ma mai pubblicata.
In questa fase Bray contattò Tony Dolan, cantante e bassista degli Atomkraft e fan della band sin dagli esordi, proponendogli di collaborare. Dopo un primo periodo di scrittura a due, Dolan accettò di entrare nei Venom a condizione che anche Jeff “Mantas” Dunn facesse ritorno nel gruppo. Convinto Mantas a rientrare, si delineò la nuova line-up, con Dolan al basso e alla voce sotto lo pseudonimo “The Demolition Man”. Il soprannome derivava da un episodio durante un concerto degli Atomkraft, in cui, a seguito di un assolo di basso particolarmente energico, alcune apparecchiature presero fuoco, episodio che contribuì a consolidare l’immagine scenica del musicista.
Jeff "Mantas" Dunn intanto porta con sé anche un chitarrista ritmico, Al Barnes, il quale aveva già suonato nel suo disco solista "Winds of Change" e, per sperimentare l'impatto di questa nuova formazione, i componenti della band pensano di uscire allo scoperto in maniera temporanea con il nome "Sons of Satan" , realizzando qualche spettacolo di prova per vedere come avrebbe funzionato una versione dei Venom senza Cronos ed insieme ad Al Barnes come chitarrista aggiuntivo.
Con questa formazione i Venom pubblicano Prime Evil nel 1989 che riscuote un discreto successo nonostante il cambio di frontman, e a cui segue un tour di promozione che vede anche una data al Marquee Club di Londra, del quale la band pubblica una videocassetta intitolata "Live '90" distribuita dalla Fotodisk Video.

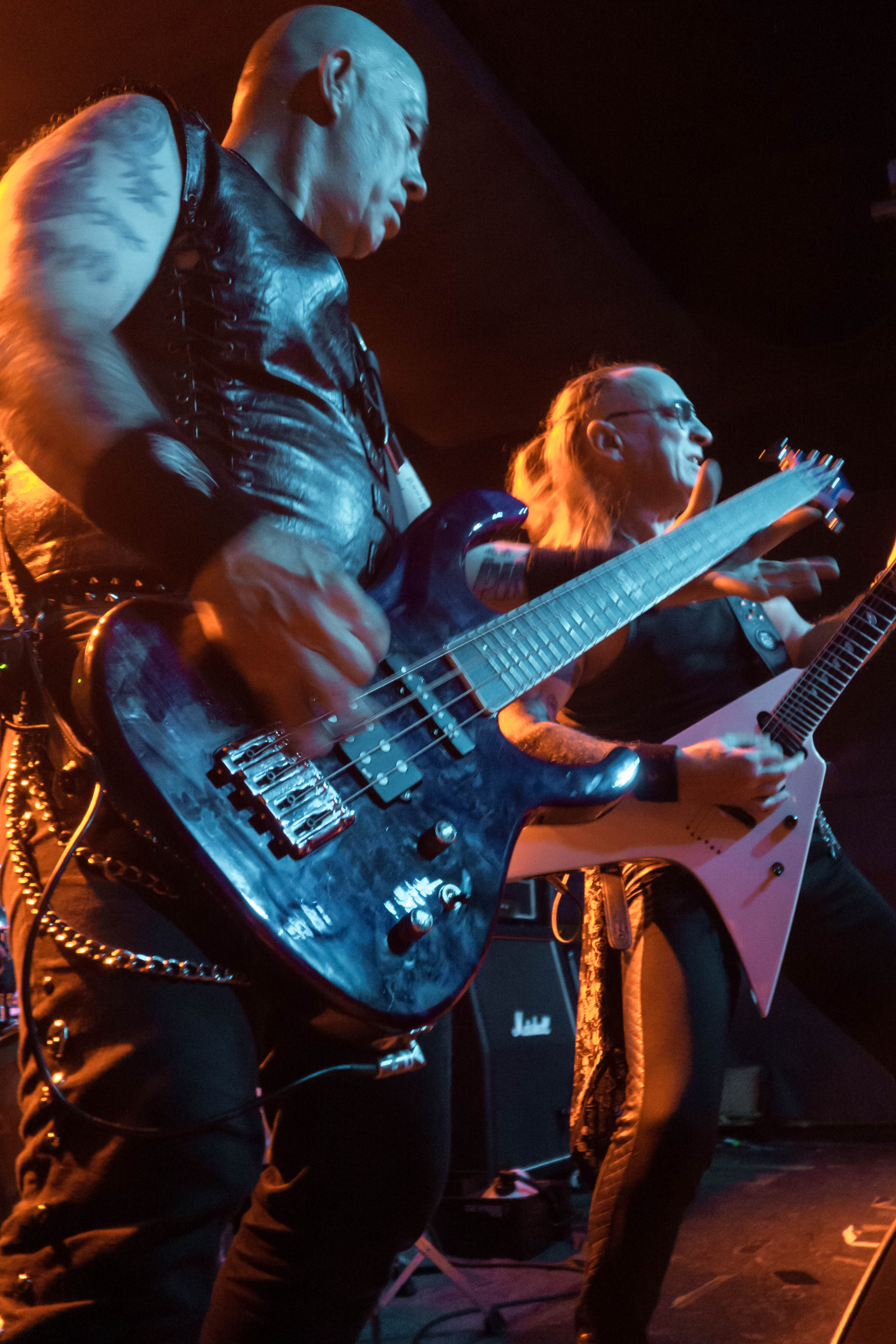
Demolition Man e Mantas della formazione dei Venom 1989-1992, insieme sul palco in un live dei Venom Inc. del 2017.

Successivamente la band pubblica l'EP Tear Your Soul Apart (1990) e l'album successivo Temples of Ice (1991), dischi che a dispetto di uno scarso successo e di una progressiva ripulizia e rifinitezza del sound (avvicinandosi sempre più verso lidi power-speed metal, soprattutto in Temples of Ice) permisero di mantenere conosciuto il nome della band durante gli anni.
L'attività live tra il 1989 e il 1990 vede circa 20 date che comprendono Germania, Paesi Bassi, Inghilterra, Belgio e Svizzera.
Alla fine del 1991 Al Barnes lascia la band. In quel periodo Jeff "Mantas" Dunn è impegnato anche in altri lavori e si assenta frequentemente dalle sessioni di registrazione. Per completare il materiale in studio subentra il chitarrista Steve "War Maniac" White, già compagno di Tony Dolan negli Atomkraft, che collabora alternandosi con Mantas. Con questa formazione i Venom pubblicano nel 1992 The Waste Lands, album al quale Dolan contribuisce in maniera significativa scrivendo gran parte della musica e dei testi. Gli ultimi arrangiamenti vengono completati con l’intervento di Abaddon, che coinvolge come session player il tastierista Dave Young, accreditato con lo pseudonimo V.X.S. presso i Lynx Studios.
Nello stesso anno la band si esibisce anche in Russia. Dopo questa uscita senza successo, lasciano sia il secondo chitarrista che il tastierista.
Ad un tratto, Demolition Man comincia ad averne abbastanza riguardo ad alcune pessime mosse non condivise, riguardo alla promozione del materiale della band, alla scelta degli artwork per le copertine degli album e dell'organizzazione dei tour che sono gestiti interamente da Abaddon e dal suo amico e manager della band, Eric Cook. Così la band si trova ad accettare organizzazioni per tour scadenti che non fanno altro che influenzare negativamente il successo degli album e Tony "Demoltion Man" inizia a pensare di lasciare la band.
Successivamente, la Music for Nations si rifiuta di pubblicare altri album di Venom, quindi Dolan e Dunn smettono di comporre, sciogliendo di fatto i Venom.
Bray continua a pubblicare album di raccolte e live fino al 1993 con Old, New, Borrowed and Blue, che raccoglie brani di Prime Evil, Temples of Ice, The Waste Lands, versioni dal vivo e versioni registrate di vecchie canzoni con la formazione Mantas/Abaddon/Demolition Man.
In un’intervista rilasciata nel 2004, Tony "Demolition Man" Dolan ha espresso la sua visione sulla formazione dei Venom con The Waste Lands e il contesto successivo. In particolare, ha osservato che la band non aveva raggiunto lo stesso livello di notorietà della formazione originale e che l’esperienza si svolse in locali più piccoli rispetto ai festival di rilievo nei quali si era invece esibita la line-up anni ’80. Dolan infine fece notare come, subito dopo il suo allontanamento, la reunion con Cronos portò nuovamente il nome dei Venom a essere headliner di importanti eventi metal quali il Dynamo Open Air. In dichiarazioni più recenti, Dolan ha ricordato le difficoltà economiche e gestionali dei suoi anni nei Venom, sostenendo di non aver ricevuto compensi adeguati per album e tournée e che i proventi editoriali dei brani rimasero agli altri membri della formazione storica. Ha tuttavia precisato di non aver mai dato priorità al denaro, sottolineando come la sua motivazione principale fosse sempre stata quella di suonare musica e incontrare persone.
Intanto, in quegli anni Cronos pubblica da solista due album: Dancing in the Fire (1990) e Rock 'n' Roll Disease (1993), entrambi basati su uno stile Speed/Glam Metal.

### La Reunion con la formazione originale eCast in Stone(1995-1997)

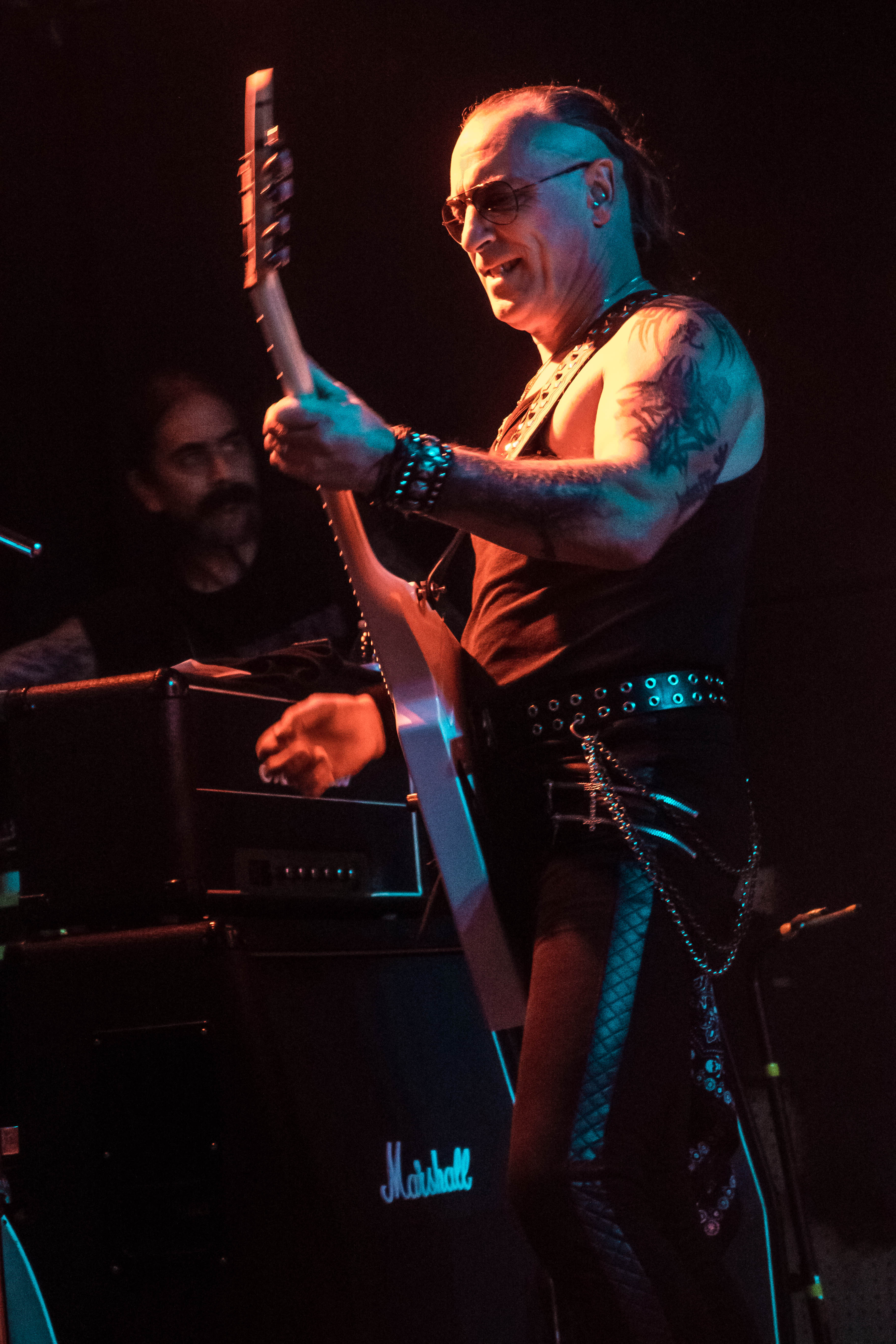
Il chitarrista della formazione classica dei Venom, Jeff "Mantas" Dunn, durante un live con i Venom Inc. nel 2017.

Nel 1995, Cronos contatta Mantas e Abaddon proponendo loro un ritorno della band ed il 24 giugno dello stesso anno, la band ritorna con la formazione originale prendendo parte al Waldrock Festival nei Paesi Bassi, dove suona davanti a 5000 persone.

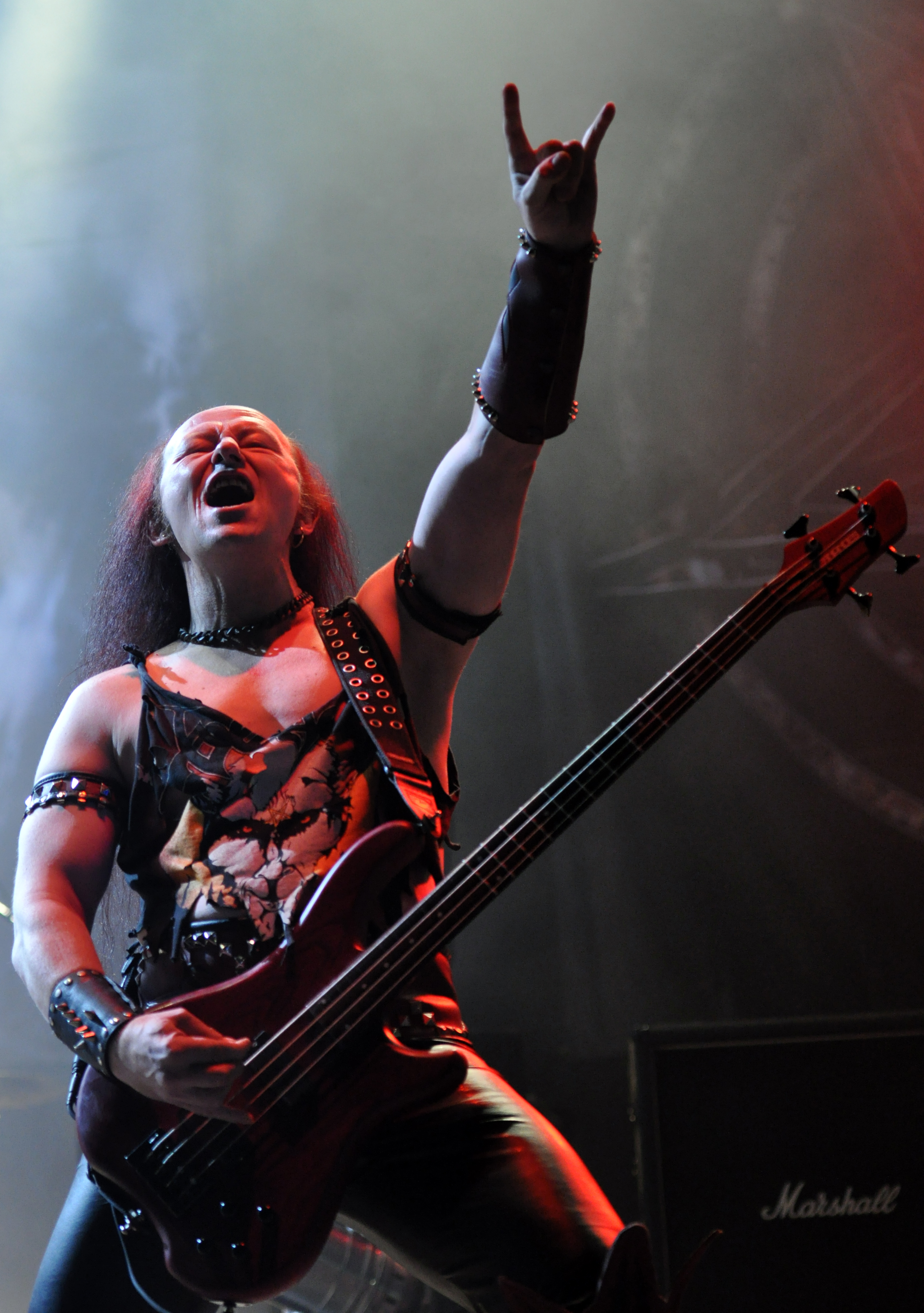
Il bassista e cantante dei Venom, Cronos, nel 2013.

Intanto, Cronos abbandona il suo progetto solista in seguito alla reunion, rilasciando per la Neat Records una raccolta intitolata Venom contenente alcune ri-registrazioni di alcuni brani dei Venom effettuate con la formazione del suo progetto solista e alcuni pezzi inediti che sarebbero dovuti essere pubblicati in previsione di un suo terzo album che avrebbe visto la partecipazione del batterista Mark Ramsay Wharton (ex-Acid Reign ed ex-Cathedral) e che si sarebbe dovuto intitolare Triumvirate. La pubblicazione di questo album sarebbe stata prevista per il 1996 e dall'ascolto dei tre inediti si evince un'intenzione di voler irrobustire il sound su uno stile mid-tempo Groove Metal, ma ci furono problemi a livello sonoro nella registrazione delle tracce in studio, le quali non furono più ri-registrate, ed in seguito alla reunion dei Venom furono ovviamente abbandonate tutte le idee per la realizzazione di questo album.
Nel 25 maggio del 1996 la band ritorna nei Paesi Bassi per partecipare come headliner al Dynamo Open Air, di cui si può trovare il filmato dell'esibizione nel web e in alcuni bootleg. In questo concerto la band suona davanti a ben 89.000 persone.
Il 26 luglio dello stesso anno, la band suona negli USA al Milwaukee Metalfest XI davanti, mentre il 6 settembre la band suona in Grecia al Metal Invader Festival davanti a 6000 persone.
A tal punto, dopo un silenzio discografico di quattro anni, la band registra e auto-rilascia l'EP Venom '96 con quattro brani ri-registrati e una nuova canzone: The Evil One.
Nel 1997 esce Cast in Stone sotto l'etichetta SPV/Steamhammer, che segna il ritorno della collaborazione creativa tra i tre membri della formazione originale dopo 12 anni che hanno rappresentato diversi avvicendamenti che hanno visto prima l'abbandono di Mantas (dal 1986 al 1988) e successivamente di Cronos (dal 1988 al 1995). L'album include anche un secondo disco contenente altre ri-registrazioni di dieci canzoni popolari della band del periodo degli anni '80.

### Conflitti interni ed espulsione di Abaddon dalla band (1998-1999)
Nel 1998 i Venom concludono il tour promozionale di Cast in Stone il 10 luglio, con la partecipazione al festival tedesco With Full Force. Successivamente emergono nuove tensioni interne tra i membri del gruppo. 
Nel 1999 il manager Eric Cook e il batterista Abaddon manifestano l’intenzione di proseguire senza Cronos. Quest’ultimo riceve una lettera da parte di Abaddon, nella quale gli viene comunicato che il suo ruolo nella band non era più ritenuto necessario e che il progetto sarebbe andato avanti con Jeff "Mantas" Dunn e altri musicisti.
Cronos informa la casa discografica tedesca SPV/Steamhammer della situazione, ricevendo tuttavia un netto rifiuto: l’etichetta si dichiarò infatti contraria a pubblicare materiali o sostenere un’attività dei Venom senza la sua presenza.
Cronos comunica a Jeff quanto accaduto, e così i due decidono di contattare il fratello minore di Cronos, Antony Lant (proveniente dai DefConOne) chiedendogli se fosse interessato a prendere il ruolo di batterista della band e a fare un album. Così Anthony ha risposto dicendo che avrebbe fatto del suo meglio, cambiando persino il suo nome in "Antton".

### La pubblicazione diResurrectioncon "Antton" Lant come nuovo batterista (1999-2000)

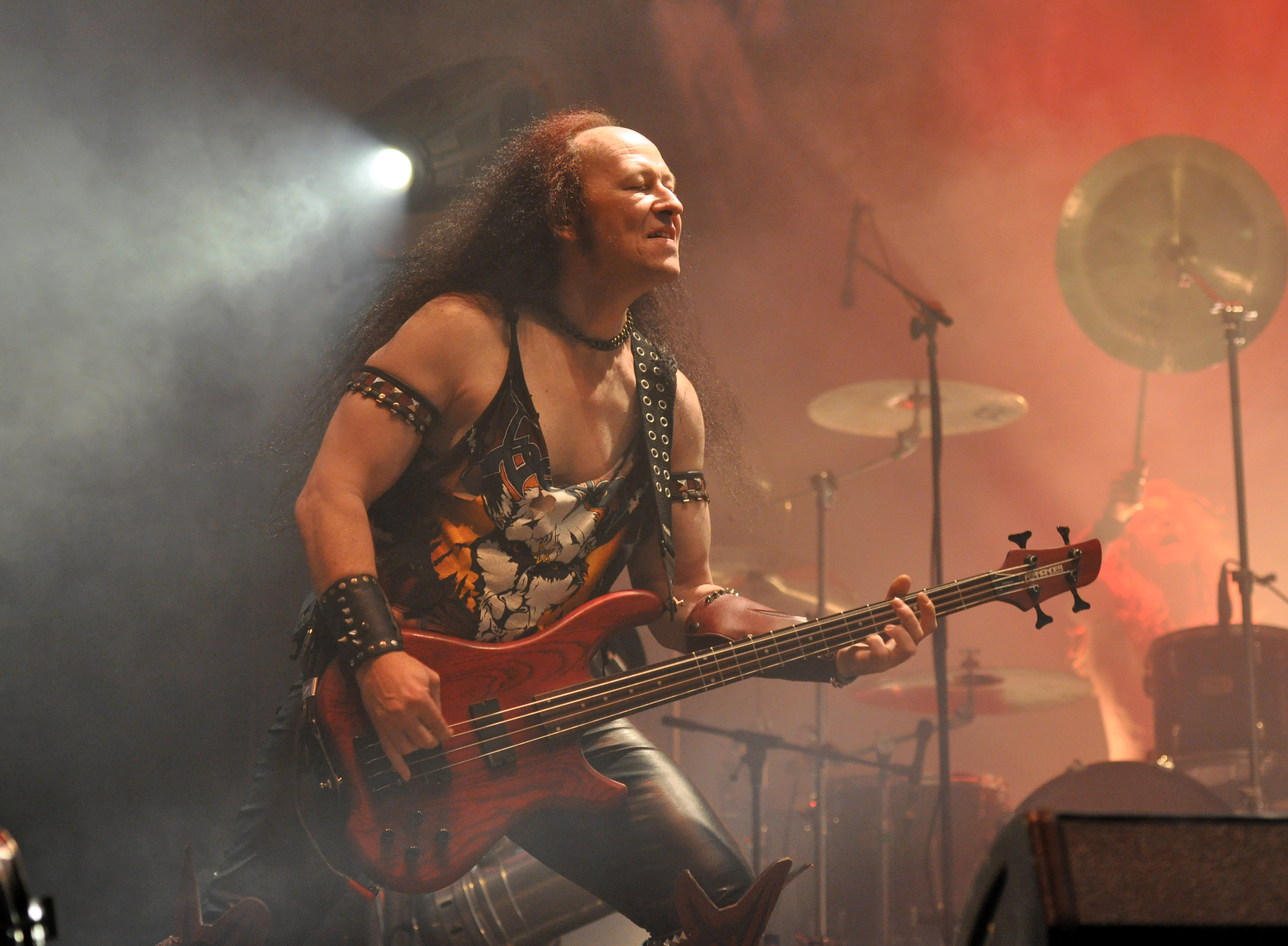
Il cantante e bassista dei Venom, Cronos nel 2013.

Nel 1999, la band entra in studio per registrare il nuovo album in Germania e la casa discografica esprime molta soddisfazione per ciò che "Antton" sta facendo sulle canzoni, pensando anche che l'album sarebbe stato il più pesante dei Venom. Jeff "Mantas" Dunn commenta dicendo che Anthony era il primo batterista con cui aveva lavorato in vent'anni che fosse riuscito a suonare le canzoni dei Venom come voleva che fossero suonate.
Così nel 2000, sempre sotto l'etichetta SPV/Steamhammer, esce Resurrection, album che presenta forti influenze Groove Metal e che lo rende forse il disco più pesante del trio di Newcastle con due concerti di supporto al nuovo lavoro in studio, tra cui la partecipazione al "Wacken Open Air 2000" come co-headliner insieme ai Thin Lizzy.

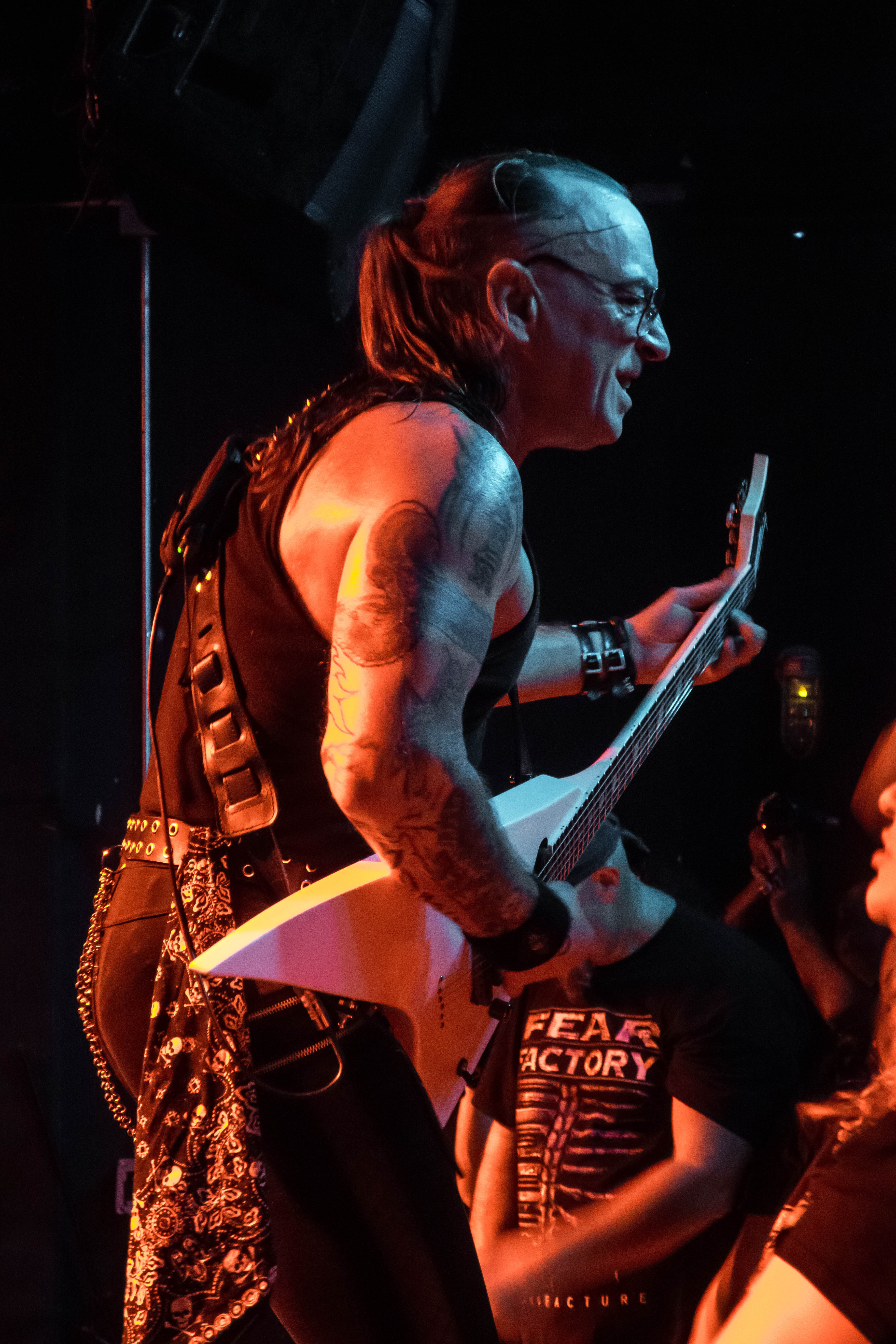
Mantas nel 2017 in un'esibizione con i Venom Inc.

### Pausa per l'infortunio di Cronos, altri progetti, collaborazioni ed uscita di Mantas dalla band (2001-2004)
Nel mese di settembre del 2001 la band comunica di essere occupata a scrivere materiale per il loro nuovo album, la cui uscita sarebbe stata prevista per il 2002 e dichiara di avere 20 brani già composti, di cui 13 sarebbero dovuti finire sul cd.
Nel 2002 Cronos ha un infortunio durante un'arrampicata in Galles con dei vecchi amici ex-marines e ciò lo costringe a ritirarsi, portando la band a sciogliersi nuovamente. I dottori prevedono due anni per il recupero, così Cronos dice al chitarrista Mantas di andare avanti con tutto quello che poteva e sfruttare al meglio questa volta, sapendo che ci fosse una sua intenzione di fare un altro album da solista. Intanto, ad ottobre dello stesso anno, Antton entra a far parte come batterista di una band chiamata Nu-Future Cowboys.
Arriva il 2003 ed all'inizio di quest'anno, Cronos riemerge, dopo un periodo insolitamente tranquillo (a causa della fisioterapia), come uno dei cantanti ospiti del progetto Probot di Dave Grohl dei Nirvana e Foo Fighters, contribuendo con alcune espressioni tipicamente gutturali ad un brano intitolato Centuries Of Sin.

### Ripresa dell'attività su iniziativa di Cronos, ritorno di Mike 'Mykus' Hickey alla chitarra e pubblicazione diMetal Black(2004-2007)
Cronos dispone già dal 2002 di alcune demo registrate con il fratello Antton alla batteria, materiale che avrebbe dovuto confluire in un progetto intitolato Maleficarvm.
Parallelamente, Jeffrey "Mantas" Dunn intraprende una carriera solista in ambito industrial groove/death metal, con la partecipazione di Tony "Demolition Man" Dolan al basso per l’album Zero Tolerance (2004). In seguito alla pubblicazione del disco, Mantas annuncia tramite comunicato stampa di non avere intenzione di rientrare nei Venom, preferendo dedicarsi alla nuova direzione musicale intrapresa e alla propria famiglia.
Nel 2004 Cronos, rimasto senza chitarrista, si mette in contatto con Mantas per ottenere l’autorizzazione all’uso esclusivo del nome Venom in vista di un nuovo contratto discografico con l’etichetta Sanctuary. Mantas acconsente, trasferendo a Cronos i diritti sul marchio e ribadendo la propria volontà di non tornare nella band, anche a causa delle condizioni di salute della madre, gravemente malata di cancro.
Per completare la formazione, Cronos coinvolge Mike Hickey, già chitarrista dei Venom in Calm Before the Storm (1987) e collaboratore nei suoi progetti solisti, che rientra con lo pseudonimo di "Mykus". La band annuncia ufficialmente la ripresa delle attività a marzo 2004.
A febbraio 2004 i Venom confermano di essere al lavoro sul nuovo album e il 5 aprile si esibiscono come ospiti al concerto dei Def-Con-One di Antton, proponendo Black Metal.
Nel marzo 2005 Mantas, in un’intervista a Classic Rock, dichiara conclusa in via definitiva la propria esperienza con la band, ritenendo la reunion del 1996 al Dynamo Festival come il punto finale della sua storia nei Venom.  Cronos, nello stesso periodo, attribuisce invece l’uscita del chitarrista anche alle difficoltà della seconda metà degli anni Novanta, segnate dal calo delle proposte live e dalle tensioni emerse durante le registrazioni di Resurrection.
La band torna dal vivo nel marzo 2006 con tre date nel Regno Unito: Glasgow, Londra (Mean Fiddler) e Manchester (Academy 2), con gli Onslaught come gruppo di apertura.
Il 27 marzo 2006 esce Metal Black, album che richiama esplicitamente le origini del gruppo pur presentando sonorità vicine al thrash metal. Cronos descrive la scelta del titolo come un modo per marcare la distanza rispetto al passato e al tempo stesso proporre una reinterpretazione del black metal nel XXI secolo. Nonostante alcune controversie, l’etichetta discografica accolse favorevolmente l’idea, ritenendola utile a rilanciare l’immagine della band.
Il 1º giugno 2006 i Venom partecipano al Gods of Metal di Milano come headliner della prima giornata; durante l’esibizione Phil Anselmo (ex Pantera, Down, Superjoint Ritual) si unisce al gruppo per eseguire Die Hard.
Nello stesso anno la band intraprende un tour che comprende dieci date negli Stati Uniti e tre in Europa (Svezia, Finlandia e Germania).
Nel 2007 Mike Hickey lascia la formazione per tornare negli Stati Uniti, dove fonda il progetto Goatreign e lavora come tecnico del suono e roadie per Joe Bonamassa. Parallelamente, i Venom avviano la ricerca di un nuovo chitarrista, preferibilmente con sede locale e vicino allo stile compositivo del gruppo.

### Pubblicazione diHellcon l'ingresso del chitarrista "La Rage" Dixon e abbandono da parte di Antton (2008-2009)

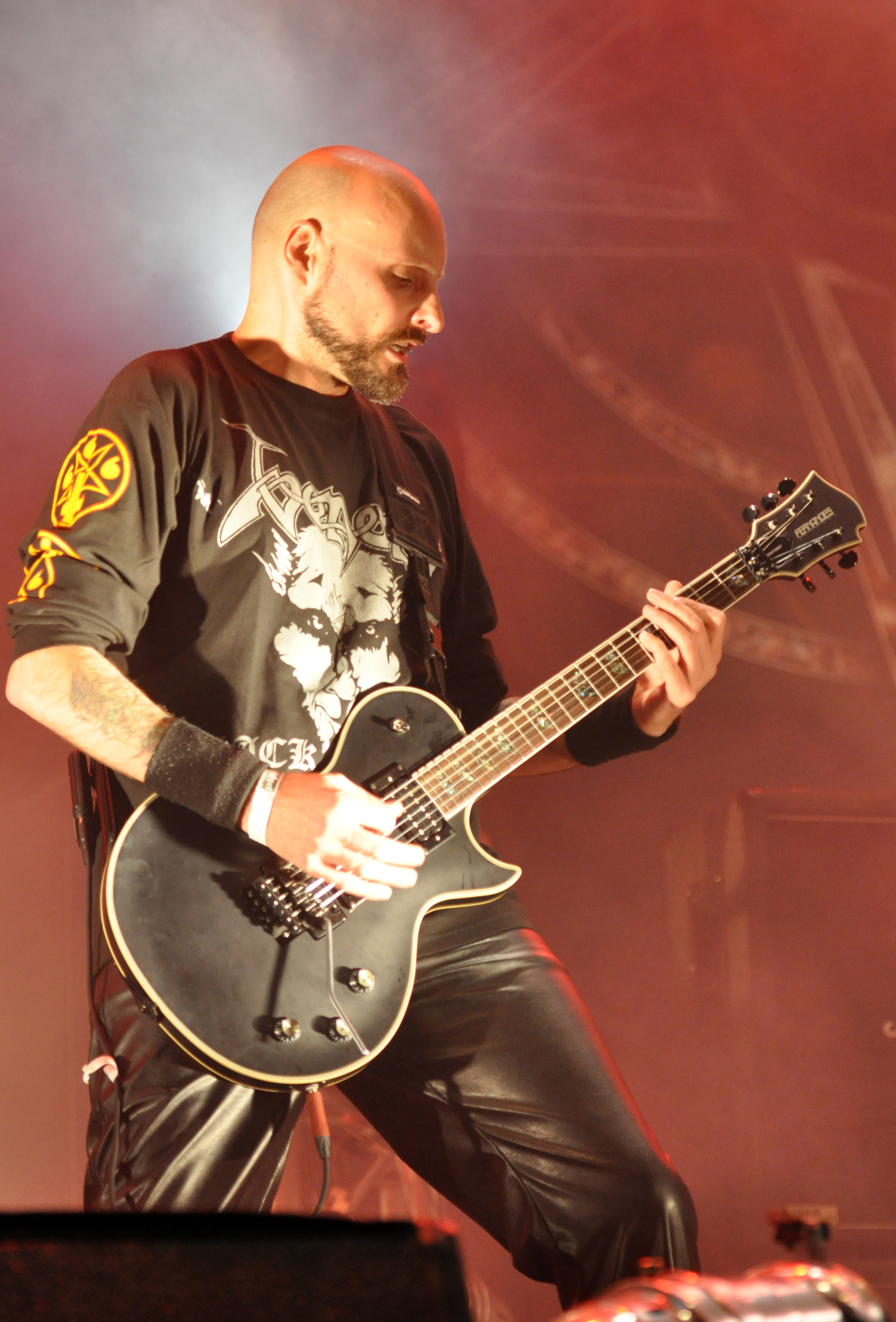
Il chitarrista Stuart "Rage" Dixon in un live della band al Party San Metal Open Air nel 2013.

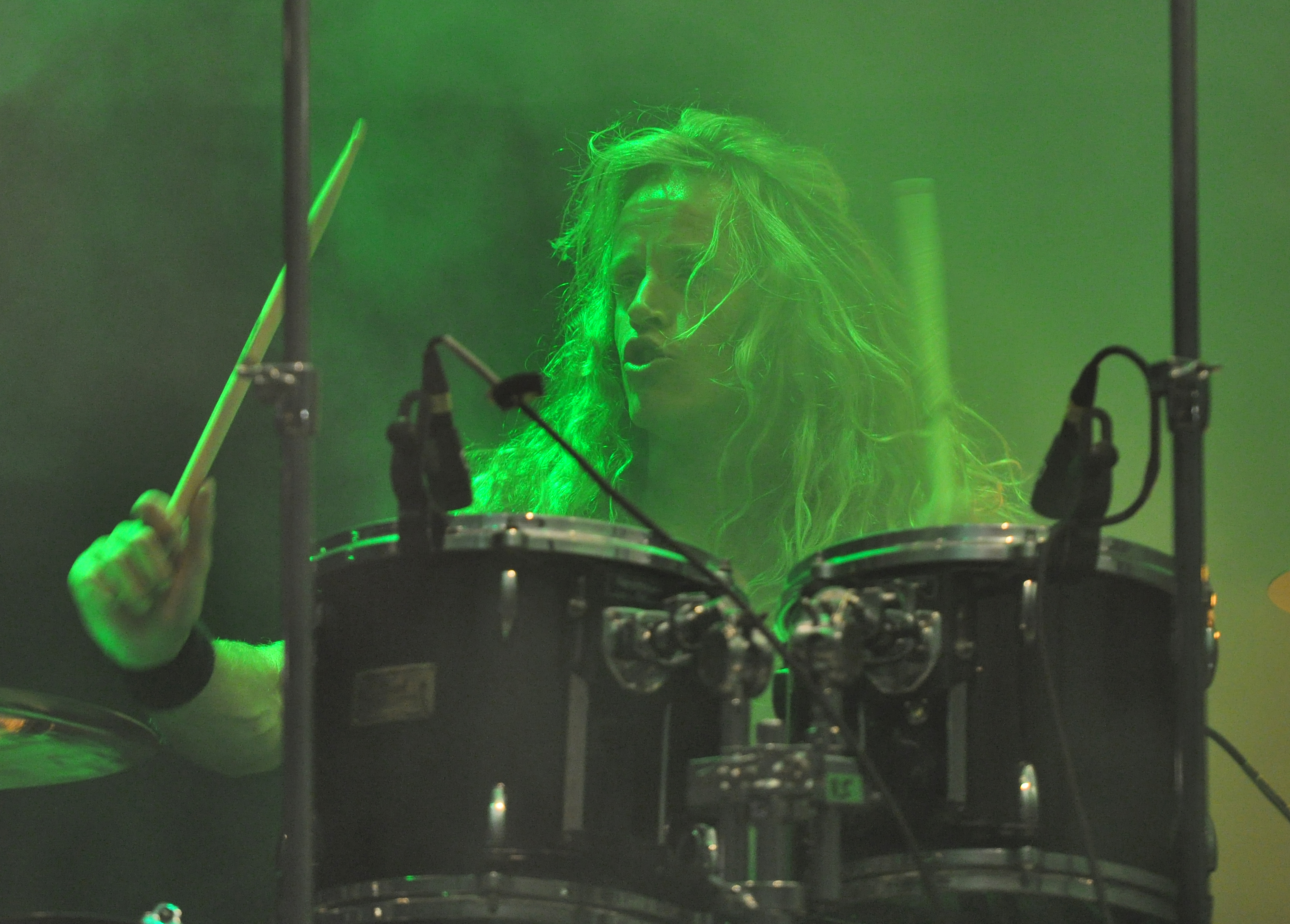
Il batterista Danny "Danté" Needham in un live della band al Party San Metal Open Air nel 2013.

Nel 2008 la band vede l'ingresso del chitarrista di Newcastle John Stuart Dixon, che prende lo pseudonimo di "La Rage"; a questa ultima modifica di formazione è seguita la release di Hell, nuovo album della band che lo ha sostenuto con apparizioni live in tutta Europa, fungendo fra l'altro come headliner della prima giornata dell'Hellfest di Clisson.
Ad ogni modo, nel 2009 il batterista Antton lascia la band a seguito di attriti con suo fratello Cronos, specificando di aver vissuto un pessimo clima nell'ultimo periodo in studio con la band e di aver composto e registrato molte parti di chitarra che inizialmente pensava fossero solo delle linee guida per il chitarrista che poi sarebbe entrato nella band e che invece, alla fine, sono state lasciate nelle versioni finali dei brani. Una volta uscito dalla band torna a concentrarsi nella sua band Hardcore/Groove Metal "DefConOne" e successivamente prende parte ai "Prime Evil" insieme agli ex-Venom, Mantas e Demolition Man, cambiando nome dopo poco tempo in M-pire of Evil.

### Entrata di Danny "Danté" Needham alla batteria e tempi recenti (2009-presente)

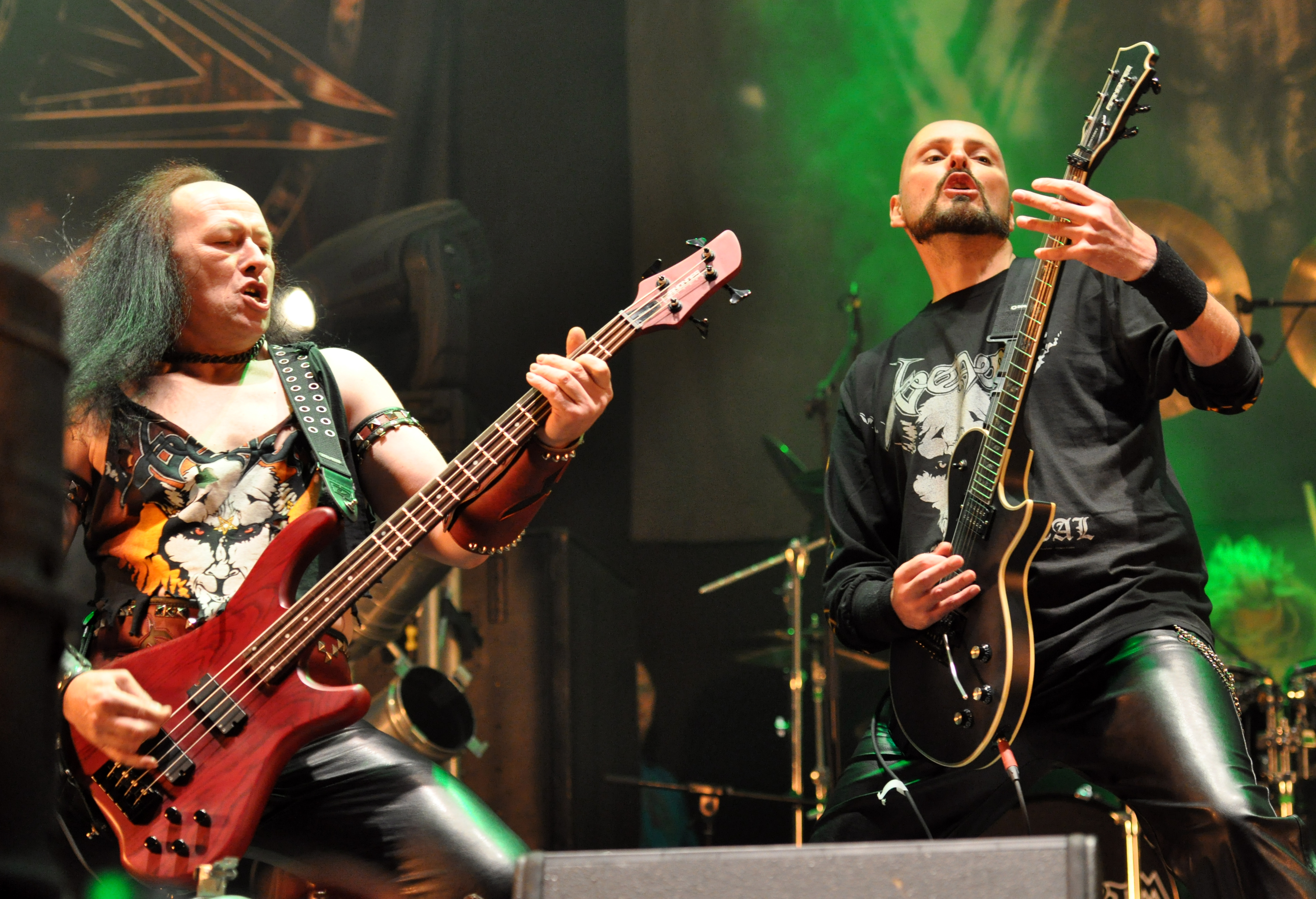
Cronos e Rage in un'esibizione del 2013.

Nel 2009 la band vede l'ingresso di Danny "Danté" Needham come nuovo batterista e tiene numerosi show tra il 2009 e il 2010 tra cui uno al "With Full Force XVII" come headliner il 3 luglio 2010.
Nel 2011 esce Fallen Angels, il primo disco dove il chitarrista Rage prende parte a pieno al processo di composizione e dove debutta nella discografia della band il nuovo batterista Danté. A proposito di quest'album Cronos in un'intervista conferma che la band ha un feeling autentico che si è manifestato soprattutto durante le registrazioni e dice:
Nel luglio del 2012, la band esegue una scaletta speciale intitolata "Black Angels" suonando esclusivamente gran parte dell'album "Black Metal" e dell'ultimo album per le date al Getaway Rock Festival in Svezia e per il Bang Your Head Festival in Germania.

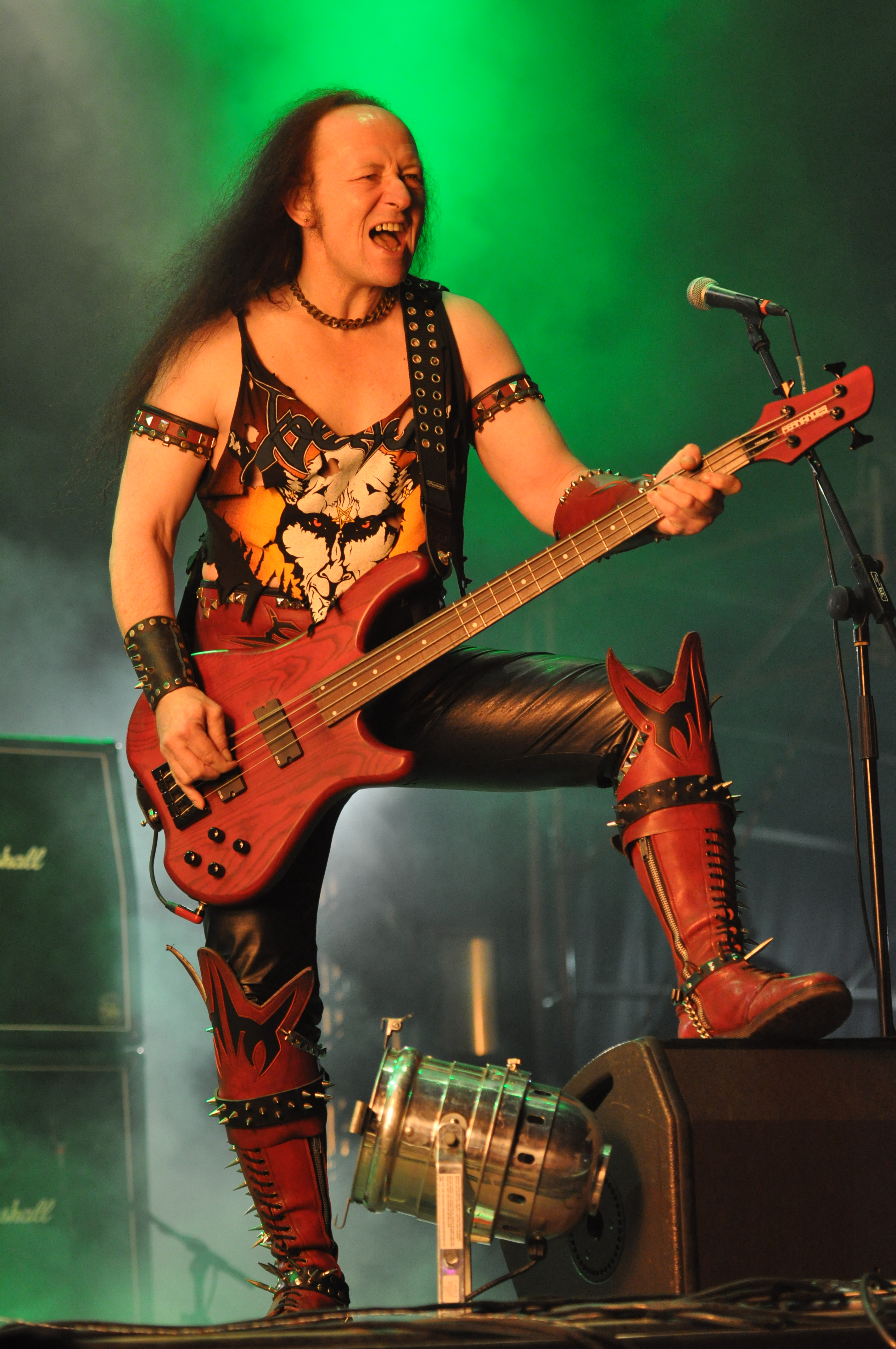
Venom, Conrad „Cronos“ Lant at Party.San Metal Open Air 2013 02

Nel luglio 2013, sul proprio sito ufficiale, la band annuncia di essere al lavoro sul nuovo album in studio, che stando al comunicato, dovrebbe vedere la luce sul finire del 2014.
Il 21 giugno 2014 durante il concerto all'Amnesia Rockfest in Canada, la band presenta un nuovo brano intitolato Rise.
La band si dimostra consolidata e più affiatata che mai con la formazione di Cronos/Rage/Danté e nel novembre 2014 tramite il sito ufficiale, annuncia il nuovo album From the Very Depths che viene pubblicato il 26 gennaio 2015 per la Spinefarm Records/Universal Records. Inoltre, l'album si aggiudica il premio di "Best Album of 2015" dall'agenzia di promozione radio-web "The Aebyss Portal".
Riguardo all'album From The Very Depths, il chitarrista Rage dichiara in un'intervista a LongLiveRockNRoll.it:
Il 19 agosto 2017 la band si esibisce nel sud Italia all'Agglutination Metal Festival a Chiaromonte (Potenza) come headliner al fianco dei Sodom.
Il 22 dicembre 2017, la band pubblica il nuovo EP 100 Miles to Hell contenente 3 nuove tracce e distribuito via Spinefarm Records in vinile, audiocassetta e digital download.
Nel 2018 Danté ha subito un incidente, e non potendo suonare la batteria, la band decide di cancellare una data in Canada a Montebello per l'Amnesia Rockfest del 2018. Fortunatamente per un concerto in Svezia al Gefle Metal Festival, a sostituirlo c'è il suo tecnico, "The Jackal", che suonerà anche nei prossimi live, fino a che Danté non si rimetterà.
Nel mese di settembre la band annuncia che il prossimo disco sarà intitolato "Storm The Gates" e sarà distribuito dalla Spinefarm Records / UMG in formato CD, vinile e audiocassetta per il mese di dicembre 2018.
Il 30 ottobre la band annuncia ufficialmente il nuovo album che uscirà il 14 dicembre del 2018, Cronos dice: “Preparatevi per un altro album killer, pieno di fantastici e caotici riff urlanti. Abbiamo lavorato duro per oltre due anni per assicurarci che questa nuova release alzi il tiro, per offrire un mix demoniaco di vecchio e nuovo. Hell yeah!!! Preparatevi a vendere la vostra anima legione!!!”.
Il 16 novembre 2018 i Venom pubblicano una canzone del nuovo album, Bring Out Your Dead, che è anche la prima traccia dell'album.